# Сусідовицька сільська рада
Сусідовицька сільська рада — орган місцевого самоврядування у Старосамбірському районі Львівської області. Адміністративний центр — село Сусідовичі.

## Загальні відомості
Сусідовицька сільська рада утворена в 1939 році. Водоймища на території, підпорядкованій даній раді: річка Стрв'яж.

## Населені пункти
Сільській раді підпорядковані населені пункти:
- с. Сусідовичі
- с. Надиби

## Склад ради
Рада складається з 16 депутатів та голови.

### Керівний склад попередніх скликань
| ПІБ                             | Основні відомості                                                                                        | Дата обрання | Дата звільнення |
| ------------------------------- | --- | ------------ | --------------- |
| Канчуга Володимир Володимирович | Сільський голова, 1965 року народження                                                                   | 26.03.2006   | 31.10.2010      |
| Канчуга Володимир Володимирович | Сільський голова, 1965 року народження, освіта середня спеціальна, член політичної партії «Наша Україна» | 31.10.2010   |                 |

Примітка: таблиця складена за даними джерела